# 赫里福德 (密蘇里州)
赫里福德（英語：Hereford）是位於美國密蘇里州卡勒韋縣的非建制地區。

## 歷史
赫里福德的郵局於1898年設立，其後於1907年停運。

## 地理
赫里福德所處的海拔為高於海平面279米（即915英呎），而該地所採用的時區為UTC-6，即北美中部時區（CST）。同時該地設有夏令時間，為UTC-6調快一小時，即UTC-5（CDT）。